# Над'ярна вулиця (Київ)
Над'я́рна вулиця — вулиця в Солом'янському районі міста Києва, місцевість Олександрівська слобідка. Пролягає від Клінічної вулиці до вулиці Нечуя-Левицького.
Прилучаються вулиці Яслинська та Феофіла Яновського.

## Історія
Вулиця виникла в середині XX століття під назвою 467-ма Нова. Сучасна назва — офіційно з 1944 року, отримала за географічною ознакою. Утім, сформувалася та забудувалася вулиця лише наприкінці 1940-х — на початку 1950-х років.